# 林希靈
林希靈（英語：Lam Hei Ling Agnes，1989年3月15日—），香港女主持及演員，曾為無綫電視基本藝人合約藝員，2021年12月一度恢復自由身，現為 Red Sun Management Company Limited 旗下藝人。

## 背景
林希靈為家中幼女，胞兄林希維曾是東區裁判法院第二庭裁判官，於2019年反修例運動裡審理馬鞍山傷人案、立法會非法集結破壞案及其他相關案件。她曾就讀聖公會柴灣聖米迦勒小學和庇理羅士女子中學，隨後獨自前往加拿大安大略省寄宿學校尼亞加拉基督學院（Niagara Christian Collegiate）入讀高中課程，並畢業於多倫多大學傳理系學士；2012年9月，參加無綫網絡電視「不得了人才招募」活動（因其一是招募旅遊節目主持）而涉足娛樂圈，成為旗下基本藝人合約藝員。她加入無綫電視初期為收費電視台主持，亦任職無綫娛樂新聞台粵語主播，其後還主持過《猩猩補習班》。
2015年1月12日開始，林希靈與黃愷怡、黃碧蓮和余德丞一同主持接替無綫兒童節目《放學ICU》的《Think Big 天地》、《Think Big 大明星》及《Think Big 遊學團》，而漸為人所認識；2019年2月起，加入《東張西望》擔任外景主持，偶爾亦會參演劇集。另外，她喜愛健身、登山、籃球等運動，曾參加渣打馬拉松比賽和2019年澳門樂施會「樂施競跑旅遊塔」籌款活動。2020年12月，她為了讓家人保持開心和增加個人收入，與 ViuTV 藝人男友陳安立投資逾十萬建立網上節慶美食品牌「口張開」。
2021年11月底，林希靈因報導聾女美華事件而受到注目；同年12月31日，她在社交網站宣佈離開無綫電視，專注發展飲食生意，並計劃與同日離巢的黃愷怡一起經營 YouTube 頻道，以及於2022年1月跟 Red Sun Management Company Limited 簽約，成為老闆兼經理人陳昱彤（JoJo）旗下藝人。

## 演出作品

### 電視劇
| 首播       | 劇名              | 角色                         | 備註    |
| 無綫電視   |                   |                              |         |
| 2015年     | 陪著你走          | 跑 者                        | 第20集  |
| 2017年至今 | 愛·回家之開心速遞 | 內衣店店員                   | 第72集  |
| 2017年至今 | 愛·回家之開心速遞 | 美女酒客                     | 第86集  |
| 2017年至今 | 愛·回家之開心速遞 | 靚女空姐                     | 第150集 |
| 2017年至今 | 愛·回家之開心速遞 | 店 員                        | 第174集 |
| 2017年至今 | 愛·回家之開心速遞 | 馬美娜前下屬                 | 第432集 |
| 2018年     | 果欄中的江湖大嫂  | 何春霞（「娛樂兩頭望」主持） | 第18集  |
| 2018年     | 棟仁的時光        | 主 播                        | 第1集   |
| 2018年     | 跳躍生命線        | 新聞報道員                   | 第5集   |
| 2018年     | 是咁的，法官閣下  | 旁 聽                        | 第11集  |
| 2020年     | 黃金有罪          | 闊 太                        | 第21集  |

### 主持節目
| 首播              | 節目名                                 | 備註                                                                                                   |
| 無綫電視          |                                        | |
| 2014 - 2018年     | TVB娛樂新聞報道                        | 粵語主播                                                                                               |
| 2014年            | 大廚教室@南海                          | 與陳國強一同主持                                                                                       |
| 2015 - 2017年     | Think Big 天地                         | 與黃愷怡、黃碧蓮、余德丞、李雯希、鍾君揚、馬俊傑、鍾晴、單文柔及阮浩棕一同主持兼為「Think Big 仔」配音 |
| 2015年            | Think Big 大明星                       | 與黃愷怡、黃碧蓮、余德丞、李雯希及阮浩棕一同主持                                                       |
| 2015 - 2017年     | Think Big 遊學團                       | 與鍾君揚、馬俊傑、黃愷怡、黃碧蓮、余德丞、李雯希及阮浩棕一同主持                                       |
| 2016 - 2017年     | 安樂蝸                                 | 第277集加入，第334集退出                                                                               |
| 2017 - 2018年     | 一周八爪娛                             | 與黃愷怡、駱胤鳴及鄭衍峰一同主持                                                                       |
| 2018年            | 我們香港變幻時                         | 與賴慰玲、林韋辰及鄒兆霆一同主持                                                                       |
| 2018年            | 8個紀錄的誕生 2018 TVB大專紀實短片比賽 | 與黃耀英一同主持                                                                                       |
| 2018 - 2019年     | Y Angle                                | 8月25日加入與譚嘉儀、譚永浩、黃庭鋒、駱胤鳴、陳約臨、蘇可欣、吳子、鄒兆霆、彭紀諺及胡㻗一同主持        |
| 2018 - 2019年     | 深夜美食團                             | 第25集加入與崔建邦、張秀文、黃愷怡、張致恆、思霆及譚永浩一同主持                                       |
| 2018年            | 萬千星輝頒獎典禮2018王者越戰越强       | 與許文軒一同主持                                                                                       |
| 2019 - 2021年     | 東張西望                               | 2月20日加入擔任外景主持                                                                                |
| TVB8              |                                        | |
| 2017年            | 享樂生活又一城                         | 與李沁芯及黃子恆一同主持                                                                               |
| 2017年            | 香港可以這樣玩 攻略篇                  | 與李沁芯、宋雙佳及李雯希一同主持                                                                       |
| 香港開電視→HOY TV |                                        | |
| 2022年            | 全城抗疫講呢啲                         | 與黃愷怡及李臻一同主持                                                                                 |
| 2022年            | 疫境中的餐桌                           | 主持之一                                                                                               |
| 2022年            | 一公升眼淚                             | 主持                                                                                                   |
| 2022 - 2023年     | 一線搜查                               | 主持之一                                                                                               |
| 2023年            | 大廚精心推介2023                       | 與鄺芷凡一同主持                                                                                       |

### 綜藝節目
| 首播            | 節目名                         | 備註               |
| 無綫電視        |                                |                    |
| 2014年          | 新派煮意                       | 助手               |
| 2014年          | 猩猩補習班                     | 擔任旁白、演出短劇 |
| 2016年          | myTV SUPER呈獻：萬千星輝睇多D  | 固定演出嘉賓       |
| 2016年          | myTV SUPER呈獻：萬千星輝放暑假 | 固定演出嘉賓       |
| 2016年          | 香港先生選舉                   | 固定嘉賓           |
| 2016年          | 2016年度香港小姐競選           | 固定嘉賓           |
| 2017年          | 丁酉年沙田龍舟競渡             | 固定演出           |
| 2017年          | 最緊要好玩                     | 固定演出           |
| 2017年          | 群星拱照Big Big Channel        | 固定嘉賓           |
| 2017年          | 最緊要好好玩 消暑版            | 固定演出           |
| 2018年          | 大玩特玩                       | 固定演出           |
| 2018年          | big big channel大公司周年慶    | 固定嘉賓           |
| 2019年          | 公益金萬眾同心50年             | 固定演出嘉賓       |
| big big channel |                                |                    |
| 2017年          | 明星Game 超聯大賽              | 固定演出           |
| 香港開電視      |                                |                    |
| 2022年          | 疫境中的餐桌                   | 演出               |

### 廣告
| 年份   | 產品 |
| 2018年 | 香港國際機場「生活品味之選」（與莫家淦）                                                                 |
| 2018年 | 領展房地產投資信託基金「泊食易手機應用程式 - 『領展商戶超級伙計 全民畀讚』」（與陳家樂、楊家寶及黃愷怡） |
| 2022年 | 蟲草大王「蟲草19 - 你嘅好幫手篇長新冠後遺症救星」（與黃愷怡）                                            |

## 曾獲獎項與提名
| 年份   | 獎項                                                    | 結果 |
| 2018年 | 2018香港電視大獎「節目主持人獎」 （页面存档备份，存于） | 提名 |

## 外部連結
- 林希靈的Facebook專頁
- 林希靈的Instagram帳戶